# Благодійна Україна – 2021
Основна стаття: Національний конкурс «Благодійна Україна»
У Вікіпедії є статті про інші значення цього терміна: Переможці Національного конкурсу «Благодійна Україна»
«Благодійна Україна — 2021», також XV національний конкурс «Благодійна Україна» Національний конкурс «Благодійна Україна» — щорічний всеукраїнський конкурс з відзначення найкращих благодійників/волонтерів і найбільш ефективних благодійних та волонтерських ініціатив в Україні. Заснований 2012 року Асоціацією благодійників України.
Початок XV національного конкурсу «Благодійна Україна» було оголошено у жовтні 2020 року. Учасники подавали заявки на конкурс у 19 основних, 3 спеціальні та 3 індивідуальні номінації. У 2021 році було оголошено 11 регіональних конкурсів. У зв'язку з початком повномасштабної війни, яку розпочала Росія проти України вранці 24 лютого 2022 року — Оргкомітет конкурсу приймав заявки аж до 1 травня 2022 року. Зважаючи на військовий стан, в якому перебуває Україна з початку масштабного військового вторгнення та тимчасову окупацію деяких регіонів України, було прийнято рішення відмінити проведення усіх регіональних конкурсів в рамках Національного конкурсу «Благодійна Україна-2021».

## Нагородження переможців Національного конкурсу «Благодійна Україна-2021»
У зв'язку з активними бойовими діями у деяких регіонах України, тимчасовою окупацією міст та сіл України, Оргкомітетом конкурсу було прийнято рішення перенести церемонію нагородження та оголошення переможців «Благодійна Україна-2021» в онлайн режим на сайті конкурсу та на офіційному ютуб-каналі, подія відбулася 6 червня 2022 року. Нагородили переможців у 18 зведених номінаціях (на конкурс було подано лише 444 заявки), важливі ініціативи та благодійники були відзначені спеціальними відзнаками конкурсу.
Загальні відеозвернення та вітання для переможців записали: Владика Борис Ґудзяк — Архиєпископ-митрополит Філадельфійської Архиєпархії Української Греко-Католицької Церкви, Президент Українського католицького університету; Олександр Максимчук — Президент Асоціації благодійників України, Голова Оргкомітету Національного конкурсу «Благодійна Україна»; Анжеліка Рудницька — голова Наглядової ради конкурсу «Благодійна Україна», волонтерка, співачка, громадська діячка, мисткиня.
Переможців у 18 номінаціях вітали: у номінаціях "Благодійність українського бізнесу"та «Колективне волонтерство» переможців вітали Брайан Меффорд — політичний та бізнес-консультант, Директор програми #HelpUkraine22 — Операція «Паляниця»; у номінаціях «Всеукраїнська благодійність» та «Регіональна благодійність» Олександр Олійник; у номінаціях «Місцева благодійність» та «Благодійність в охороні здоров'я» Марина Антонова; у номінаціях «Благодійність в освіті та науці» та «Благодійність в культурі та мистецтві» Марічка Бурмака — співачка, громадська діячка, волонтерка, член Наглядової ради Національного конкурсу «Благодійна Україна»; у номінаціях «Благодійність в соціальній сфері» та «Менеджер року у сфері доброчинності» Галина Симха — голова правління Асоціації Український бурштиновий світ, член АБУ; у номінаціях «Благодійність у захисті України» та «Волонтер року»Сергій Фоменко — співак, лідер музичного гурту «Мандри», волонтер та член Наглядової ради Національного конкурсу «Благодійна Україна»; у номінаціях «Благодійність неурядового сектору» та «Добро починається з тебе» Діана Мороз — неодноразова переможниця Національного конкурсу «Благодійна Україна» та «Благодійна Вінниччина», волонтерка та громадська діячка; у номінаціях «Благодійна акція року» та «Інновації в благодійності» Лариса Мудрак — медіа експертка, журналістка, голова Медіа ради Національного конкурсу «Благодійна Україна», Віце-Президент Асоціації благодійників України; у номінаціях «Допомога з-за кордону» та «Благодійник року» Іраклій Гогава — політолог, спеціаліст з міжнародних відносин.

## Переможці конкурсу у 2021 році
Переможці отримали найвищу доброчинну нагороду України — «Янгола Добра», а лауреати — пам'ятні дипломи. Нагороди створені дизайн-студією Асоціації «Український бурштиновий світ».
Переможці у номінаціях:
Благодійність українського бізнесу
- 1 місце — ПрАТ «ВФ Україна» (Vodafone Україна) (м. Київ)
- 2 місце — Група Нафтогаз (АТ «Укргазвидобування») (м. Київ)
- 3 місце — ТОВ «АТ Каргілл» (м. Київ).

Колективне волонтерство
- 1 місце — Волонтерська мережа «Volunteer Community Ukraine» (Рівненська обл.)
- 2 місце — ТОВ «Ашан Україна Гіпермаркет» (м. Київ)
- 3 місце — Благодійний фонд «Діма Шилов» (Вінницька обл.)

Всеукраїнська благодійність
- 1 місце — Благодійний фонд «МХП — Громаді» (Черкаська обл.)
- 2 місце — МБФ «Українська фундація громадського здоров'я» (м. Київ)
- 3 місце — Благодійний фонд «Щаслива лапа» (м. Київ).

Регіональна благодійність
- 1 місце — Міжнародний благодійний фонд «Місія в Україну» (Житомирська обл.)
- 2 місце — БО «Мережа 100 відсотків життя. Запоріжжя» (Запорізька обл.)
- 3 місце — Благодійний фонд «Все можливо» (Запорізька обл.).

Місцева благодійність
- 1 місце — Благодійний фонд «Ти-Ангел» (Івано-Франківська обл.)[3]
- 2 місце — Благодійний фонд «Розвиток Коблево» (Миколаївська обл.)
- 3 місце — Ініціативна група «Тимур та його Команда» (Миколаївська обл.).

Благодійність в охороні здоров'я
- 1 місце — Благодійний фонд «Киян» (м. Київ)
- 2 місце — Благодійний фонд «Квітна» (м. Київ)
- 3 місце — Благодійна організація «100відсотків життя. Одеса» (Одеська обл.).

Благодійність в освіті та науці
- 1 місце — Благодійний фонд «Благомай» (м. Київ)
- 2 місце — БФ «Міжнародна організація соціальної справедливості» (IOSJ) (м. Київ)
- 3 місце — БО «Благодійний Фонд Едуарда Мкртчана» (Донецька обл.).

Благодійність в культурі та мистецтві
- 1 місце — Благодійний фонд «Мрійники України» (м. Київ)
- 2 місце — Благодійний фонд «Надія Є» (Житомирська обл.)
- 3 місце — Благодійний фонд «Допомога Справою» (Запорізька обл.).

Благодійність в соціальній сфері
- 1 місце — Благодійний фонд «Карітас-Київ» (м. Київ)
- 2 місце — Благодійний фонд «Дніпровський» (м. Київ)
- 3 місце — Благодійний фонд «Мрію Жити» (м. Київ).

Благодійність у захисті України
- 1 місце — Благодійний фонд «Відродження Захисників України» (Київська обл.)
- 2 місце — Благодійний фонд «Весна!» (м. Київ)
- 3 місце — Волонтерська група «Маскувальна сітка на Вежі над Дніпром» (м. Київ).

Благодійність неурядового сектору
- 1 місце — ГО "Центр організації дозвілля для осіб з особливими потребами «Тавор» (Львівська обл.)
- 2 місце — ГО «Союз ветеранів АТО Донбасу», Центр ветеранів АТО та їх сімей «Поруч» (Донецька обл.)
- 3 місце — ГО «Запоріжжя. Платформа спільних дій» (Запорізька обл.).

«Добро починається з тебе»
- 1 місце — Чорноморський ліцей № 4 (Одеська обл.)
- 2 місце — Луцький ліцей № 14 імені Василя Сухомлинського (Волинська обл.)
- 3 місце — Гурток «Весела голка» Полтавського обласного центру науково-технічної творчості учнівської молоді (Полтавська обл.).

Благодійна акція року
- 1 місце — ГО «Кайнд Челендж» та ініціатива «Щедрий Вівторок» від Zagoriy Foundation. Імерсивний благодійний забіг «Щедрий Забіг 2021» (м. Київ)
- 2 місце — Благодійний фонд «Роби добро, даруй надію». Благодійна акція «Знижка 15 та 30 % в продуктовому магазині» (Житомирська обл.)
- 3 місце — Благодійний фонд «Частинка добра». Допомога вразливим групам населення (Тернопільська обл.).

Інновації в благодійності
- 1 місце — Вінницька правозахисна організація «Джерело надії» (Вінницька обл.)
- 2 місце — Миколаївська обласна організація лідерів молодіжного самоврядування «Молодь — майбутнє нації» (Миколаївська обл.)
- 3 місце — Благодійний фонд «Фундація Влади Брусіловської» (Дніпропетровська обл.).

Допомога з– за кордону
- 1 місце — Благодійна організація «Bevar Ukraine» (Данія)
- 2 місце — Шведська материнська організація «Barnens Hopp» (Швеція)
- 3 місце — Protezione Civile Chiesina Uzzanese (Італія).

Благодійник року
- 1 місце — Роман Корнійко (Київська обл.)
- 2 місце — Світлана Штифурко (Вінницька обл.)
- 3 місце — Петро Мацепа (Черкаська обл.).

Волонтер року
- 1 місце — Ірина Ващук-Дісіпіо (Iryna Vashchuk Discipio) БФ «Revived Soldiers Ukraine» (США)
- 2 місце — Андрій Давидюк (Миколаївська обл.)
- 3 місце — Наталія Любенко (Черкаська обл.).

Менеджер року у сфері доброчинності
- 1 місце — Алла Студілко (Голова Правління ГО "Вінницька обласна правозахисна організація «Джерело надії»), (Вінницька обл.)
- 2 місце — Галина Скіпальська (Виконавча директорка МБФ «Українська фундація громадського здоров'я»), (м. Київ)
- 3 місце — Кіра Сиротенко (Виконуюча обов'язки Голови Правління БФ «Благомай»), (м. Київ).

Спеціальні відзнаки Конкурсу
Оргкомітетом Конкурсу було прийнято рішення нагородити три ЗМІ, які своєю діяльністю та підтримкою вже багато років висвітлюють інформацію про доброчинні ініціативи українців та сприяють поширенню волонтерського та доброчинного руху. Спеціальні відзнаки від Оргкомітету Національного конкурсу отримали:
- Радіо «Культура» (медіа Суспільне мовлення) за системне висвітлення ініціатив доброчинного сектора в Україні
- Вільна газета «Вечірній Коростень» за багаторічне системне висвітлення ініціатив доброчинного сектора в Україні
- Перша військова радіостанція України «Армія FM» за системне висвітлення ініціатив волонтерського руху України

«Янгол Перемоги»
- Спеціальна відзнака запроваджена Асоціацією благодійників України «Янгол Перемоги» за самовіддане служіння народу України та волонтерську роботу Сергію Ільчуку (посмертно). 2022 року вперше передали відзнаку «Янгол Перемоги» та грошову підтримку родині загиблого рівненського волонтера Сергія Ільчука[4]. Нагороду та грошову підтримку родині: вдові та шести дітям у Рівному вручила Анжеліка Рудницька.

## Партнери
- Ресурсний центр «ГУРТ»
- Територія А
- Український кризовий медіа-центр
- Медичний Центр NOVO